# Gaetano Castrovilli
Gaetano Castrovilli (ur. 17 lutego 1997 w Minervino Murge) – włoski piłkarz występujący na pozycji pomocnika we włoskim klubie Lazio oraz w reprezentacji Włoch. Wychowanek Minervino, w trakcie swojej kariery grał także w takich klubach, jak Bari oraz Cremonese.

## Statystyki Kariery

### Klubowe
Stan na 2 czerwca 2023
| Klub                     | Sezon                | Liga                 | Liga  | Liga   | Puchar | Puchar | Europa | Europa | Łącznie | Łącznie |
| Klub                     | Sezon                | Liga                 | Mecze | Bramki | Mecze  | Bramki | Mecze  | Bramki | Mecze   | Bramki  |
| ------------------------ | -------------------- | -------------------- | ----- | ------ | ------ | ------ | ------ | ------ | ------- | ------- |
| Bari                     | 2014/15              | Serie B              | 1     | 0      | 0      | 0      | 0      | 0      | 1       | 0       |
| Bari                     | 2016/17              | Serie B              | 10    | 0      | 1      | 0      | 0      | 0      | 11      | 0       |
| Bari                     | Łącznie              | Łącznie              | 11    | 0      | 1      | 0      | 0      | 0      | 12      | 0       |
| Cremonese (wypożyczenie) | 2017/18              | Serie B              | 26    | 1      | 2      | 0      | 0      | 0      | 28      | 1       |
| Cremonese (wypożyczenie) | 2018/19              | Serie B              | 26    | 4      | 1      | 1      | 0      | 0      | 27      | 5       |
| Cremonese (wypożyczenie) | Łącznie              | Łącznie              | 52    | 5      | 3      | 1      | 0      | 0      | 55      | 6       |
| Fiorentina               | 2019/20              | Serie A              | 33    | 3      | 2      | 0      | 0      | 0      | 35      | 3       |
| Fiorentina               | 2020/21              | Serie A              | 34    | 5      | 3      | 0      | 0      | 0      | 37      | 5       |
| Fiorentina               | 2021/22              | Serie A              | 23    | 1      | 4      | 0      | 0      | 0      | 27      | 1       |
| Fiorentina               | 2022/23              | Serie A              | 15    | 2      | 4      | 0      | 7      | 2      | 26      | 4       |
| Fiorentina               | Łącznie              | Łącznie              | 105   | 9      | 13     | 0      | 7      | 2      | 125     | 13      |
| Podsumowanie kariery     | Podsumowanie kariery | Podsumowanie kariery | 168   | 16     | 17     | 1      | 7      | 2      | 192     | 19      |

### Reprezentacyjna
Stan na 8 września 2021
| Reprezentacja | Rok   | Mecze | Bramki |
| ------------- | ----- | ----- | ------ |
| Włochy        | 2019  | 1     | 0      |
| Włochy        | 2020  | 0     | 0      |
| Włochy        | 2021  | 3     | 0      |
| Razem         | Razem | 4     | 0      |

## Sukcesy

### Reprezentacyjne

#### Włochy
- Mistrzostwa Europy: 2020[2]